# Operazione Dekel
L'operazione Palma o operazione Dekel (in ebraico מבצע דקל‎?, Mḇṣ´ Ḏql) fu la maggiore offensiva delle forze israeliane nel nord della Palestina tra la prima tregua e la seconda tregua della guerra arabo-israeliana del 1948. L'operazione fu supervisionata dalla 7ª Brigata, guidata dal volontario canadese Ben Dunkelman, ed eseguita con l'ausilio della "Carmeli" e della "Golani". L'obiettivo dell'operazione, pienamente raggiunto il 16 luglio, era la conquista di Nazareth.
Il primo villaggio ad essere attaccato fu Amqa, la cui esistenza era attestata sin dal VI secolo, e allora abitato da una comunità mista di musulmani e drusi: i musulmani furono deportati, mentre agli altri fu permesso di trasferirsi in altri villaggi drusi della zona. Amqa fu bombardata con l'artigliera e distrutta, con l'eccezione della scuola e della moschea. Alcuni villaggi misti di cristiani, musulmani e drusi furono lasciati intatti: Kafr Yasif, I'billin e Shafa 'Amr.

### Annotazioni
1. ↑  Dekel in ebraico significa appunto "palma". Cfr. Pappé, p. 190.

### Riferimenti
1. ↑  Pappé, p. 190.
2. ↑  Pappé, p. 194.
3. 1 2  Pappé, p. 195.
4. ↑  (EN) Welcome To 'Amqa, su palestineremembered.com (archiviato il 3 aprile 2024).